# Monolena pilosiuscula
Monolena pilosiuscula är en tvåhjärtbladig växtart som beskrevs av Antonio Lorenzo Uribe Uribe. Monolena pilosiuscula ingår i släktet Monolena och familjen Melastomataceae. Inga underarter finns listade i Catalogue of Life.